# Элерс, Эрнст
Эрнст Э́лерс (нем. Ernst Heinrich Ehlers; 11 ноября 1835, Люнебург — 31 декабря 1925, Гёттинген) — немецкий зоолог и преподаватель.

## Биография
С 1857 по 1861 год изучал медицину и естественные науки в Гёттингене и Мюнхене, в 1859—1860 г. вместе с В. Кеферштейном совершил поездку в Южную Италию и Сицилию для изучения местной морской фауны. Назначенный прозектором при анатомическом институте в Гёттингене, он с 1863 года в качестве приват-доцента начал читать лекции по зоологии, сравнительной анатомии и анатомии человека. В 1869 году приглашён ординарным профессором зоологии, сравнительной анатомии и ветеринарной медицины в Эрланген, а в 1874 году — ординарным профессором зоологии и сравнительной анатомии в Гёттинген. Научные исследования Элерса касаются преимущественно анатомии и систематики многощетинковых кольчатых червей.
Род полихет семейства Syllidae — Ehlersia — назван в честь учёного.

## Публикации
- «Beiträge zur Kenntnis der Geschlechtsverhältnisse von Helix pomatia» (вместе с Кеферштейном, «Zeitschr. f. wiss. Zool.», 1859);
- «Zoologische Beiträge, gesammelt im Winter 1859—1860 in Neapel und Messina» (вместе с Кеферштейном, Лпц., 1861);
- «Ueber die Gattung Priapulus Lam. etc.» («Zeitschr. f. wiss. Zool.»);
- «Die Borstenwürmer (Annelida chaetopoda) nach systematischen und anatomischen Untersuchungen dargestellt» (2 части с 24 табл., Лпц., 1864 и 1869);
- «Die Esper’schen Spongien in d. zool. Sammlung d. K. Univ. Erlangen» (Эрланген, 1870);
- «Die Neubildung des Kopfes u. d. vorderen Körpertheile bei polychaeten Anneliden» (там же, 1870);
- «Aulorhipis elegans, eine neue Spongienform etc.» («Zeitschr. f. wiss. Zool.», 1871);
- «Beiträge zur Kenntnis der Verticalverbreitung der Borstenwurmer im Meere» (там же, 1874);
- «Florida-Anneliden» (Кембриджа 1887); «Zur Kenntnis der Tedicellinen» (Геттинг., 1890) и многие другие.

Кроме этого, Элерс много лет состоял редактором известного научного журнала «Zeitschrift für wissenschaftliche Zoologie». Немецкое зоологическое общество, предпринявшее издание капитального труда «Das Tierreich», охватывающего систематику всего животного царства, обработанную выдающимися специалистами, поручило главную редакцию этого сочинения Элерсу.